# Corydalus diasi
Corydalus diasi is een insect uit de familie Corydalidae, die tot de orde grootvleugeligen (Megaloptera) behoort. De soort komt voor in Argentinië, Brazilië en Paraguay.